# عنیزه
عُنَیزه (به عربی: عنيزة)، نام شهری است در استان قصیم در کشور پادشاهی عربستان سعودی  واقع در شبه جزیره عربستان.  این شهر در شمال ریاض و در میانه نجد قرار گرفته و آب‌وهوایی خشک و بیابانی با تابستان‌های داغ و زمستانهای سرد دارد.
در این منطقه جو و گندم، انگور، گریپ‌فروت، لیموترش، نارنگی، پرتقال و انار به عمل می‌آیند. خرماهای عُنیزه مشهورند.
عبدالعزیز بن عبدالله الخویطر وزیر پیشین فرهنگ و آموزش عالی عربستان و وزیر کشور کنونی این کشور از مردم عنیزه‌است.
در داستان "کاروان اسلام" صادق هدایت دو بار از آقای قوت لایموت به عنوان نماینده اعراب عنیزه نام برده شده است.[ویکی‌نبشته]

## نگارخانه

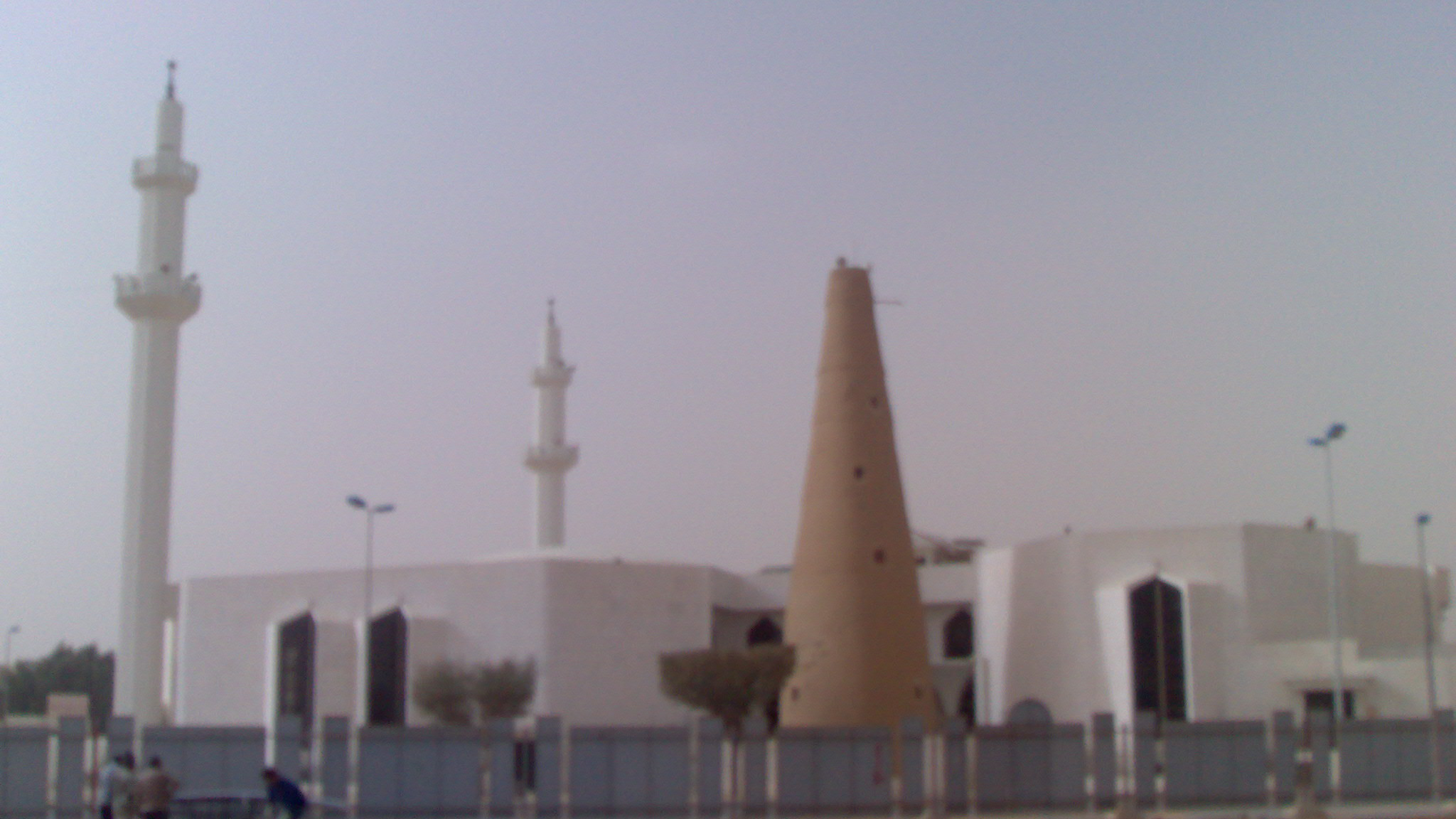
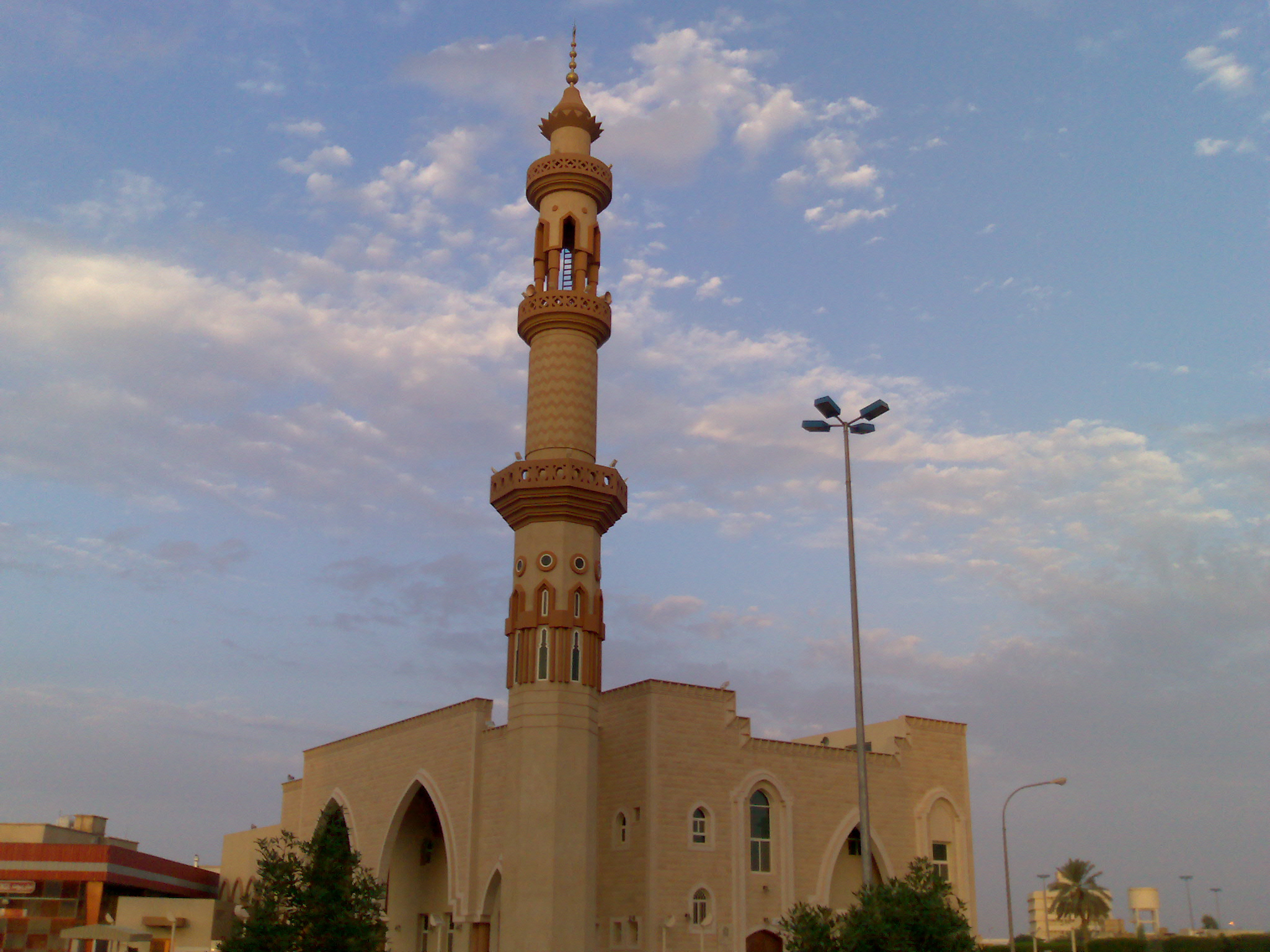
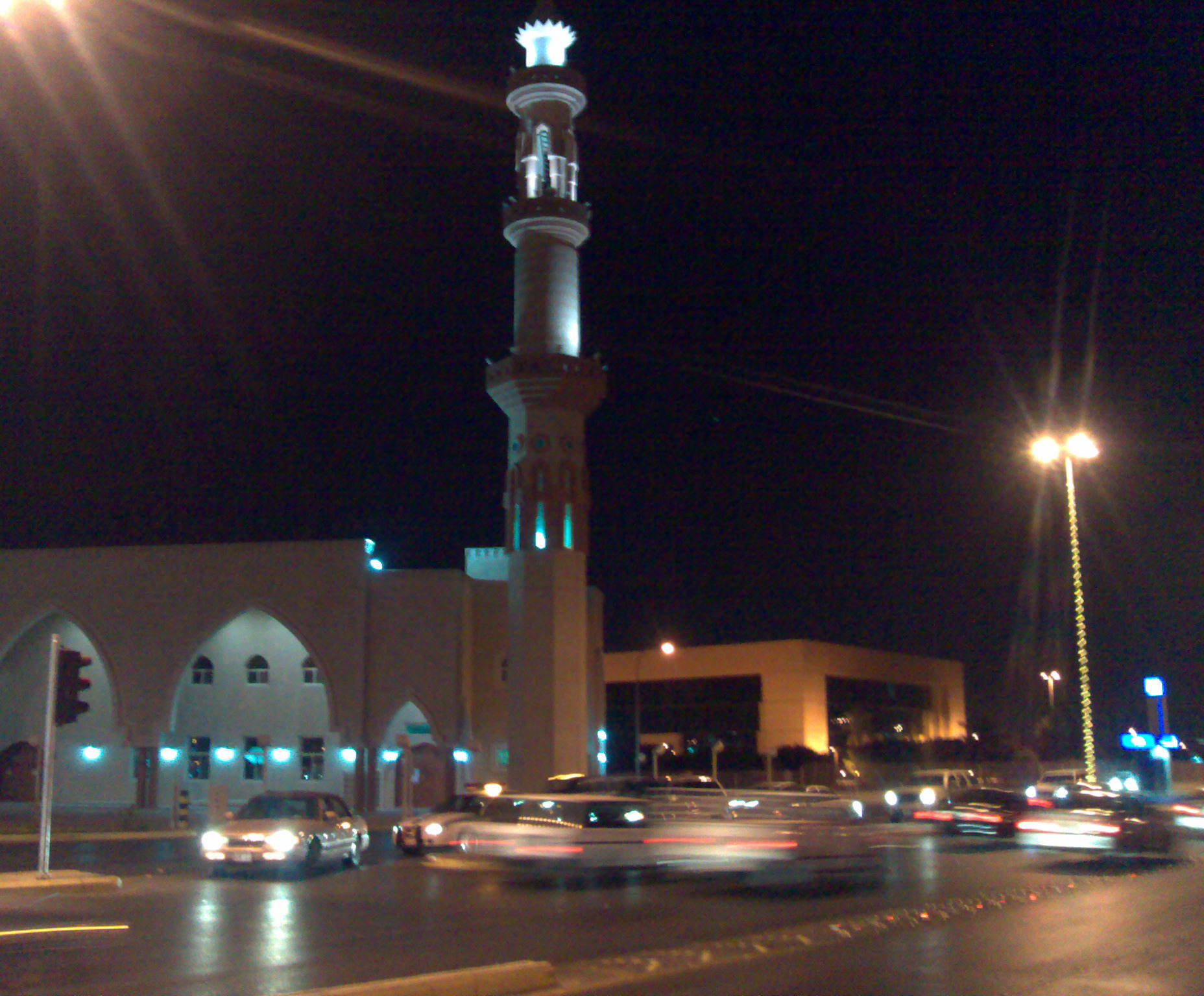
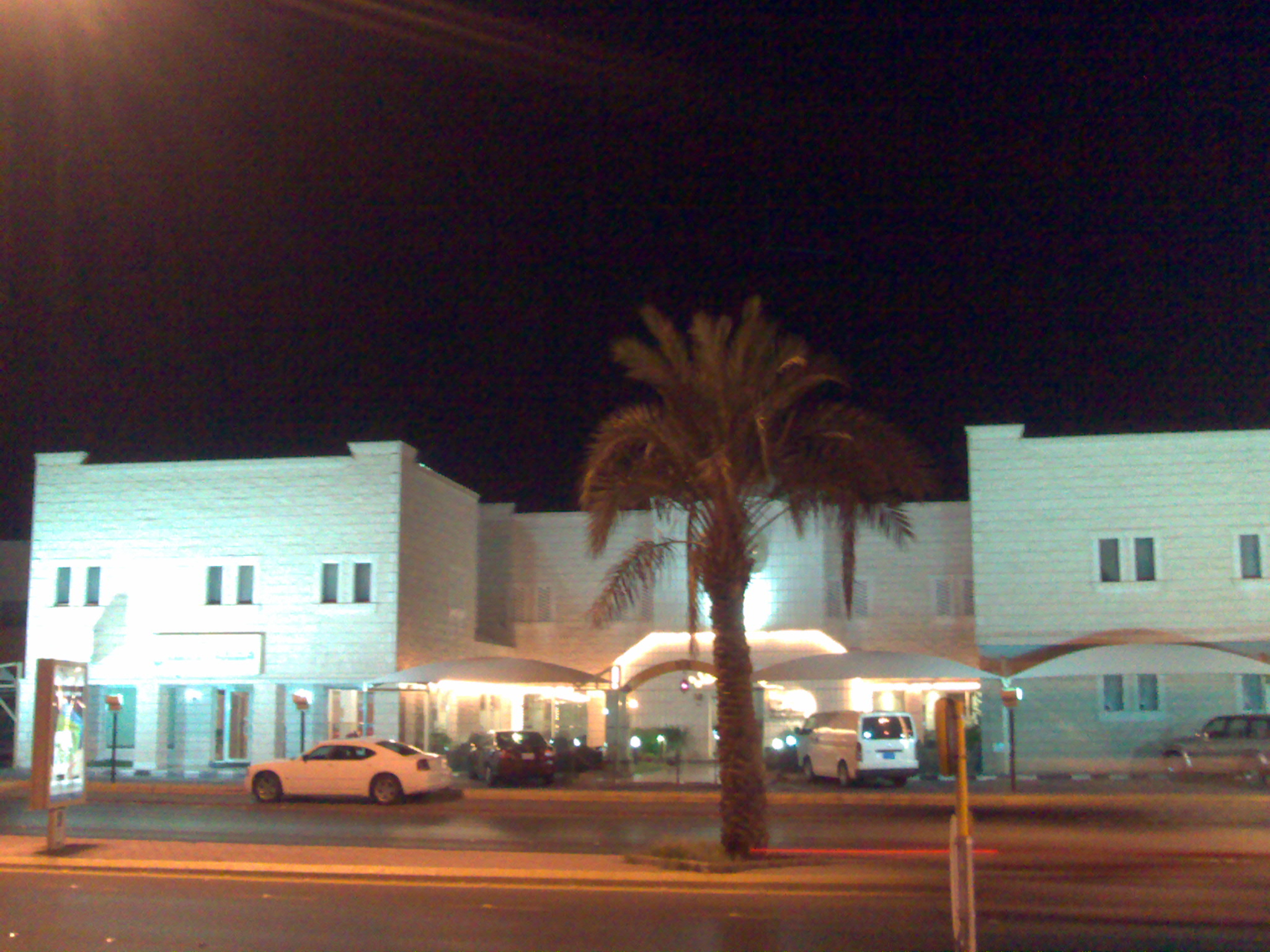
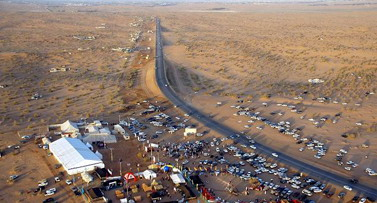
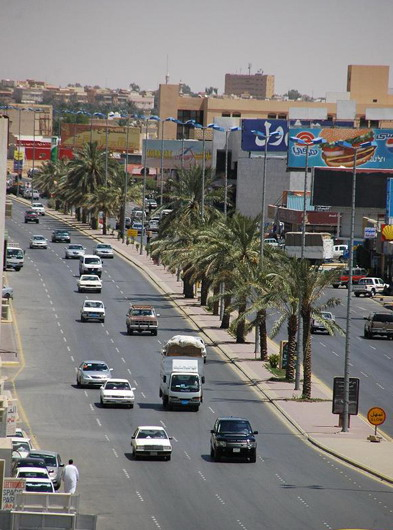